# Primera guerra Anglo-Powhatan
La primera guerra anglo-powhatan fue la guerra librada entre 1609 y 1613 que enfrentó a los colonos ingleses que estaban establecidos en Jamestown (fundada en 1607) y a los indígenas de la confederación powhatan, que incluía doscientos pueblos y aldeas de la bahía de Chesapeake, y contaba con hasta mil quinientos guerreros de los alrededores de la colonia inglesa.
El jefe de la colonia, el capitán John Smith, intermediario principal entre los colonos y los nativos, fue herido en una explosión de pólvora casual, y marchó a Inglaterra en diciembre de 1609. Después de su marcha, los powhatan se volvieron más agresivos: capturaron y mataron al nuevo jefe de la colonia, John Ratcliffe. El recién designado gobernador Thomas West, tercer barón De La Warr y apodado lord Delaware, llegó de Inglaterra a Jamestown en junio de 1610. Introdujo la «táctica irlandesa», que consistía en que sus tropas asaltaban pueblos indígenas, quemaban casas, se incautaban de las provisiones e incendiaban los trigales de los indios. Sin embargo, los guerreros de la tribu pamunkey, conducidos por Opechancanough, contraatacaron defendiendo su tierra y asediando Jamestown. Él y sus guerreros casi lograron expulsar a los ingleses de la región de Jamestown.
El acuerdo de paz terminó la guerra en 1614 y se selló con el matrimonio de Pocahontas con el colono John Rolfe. Esta fue la primera unión interracial conocida en Virginia y ayudó a producir en un breve período de mejores relaciones entre los nativos y los recién llegados europeos. Nuevas guerras se produjeron en 1622-1626 y 1644-1646. El número de powhatan se redujo de nueve mil a dos mil cuatrocientos en 1607 a dos mil en 1669. En 1684 el Tratado de Albany puso fin a la confederación y estableció las reservas para los nativos.